# Marc Etcheverry
Pour les articles homonymes, voir Etcheverry.
Marc Etcheverry, né le 23 août 1942 à Pau et mort le 29 juillet 2020 dans la même ville, est un joueur de rugby à XV français. Il a joué avec l'équipe de France et la Section paloise et évoluait au poste de pilier (1,80 m pour 100 kg).

## Carrière de joueur

### En club
- Section paloise
- Stade bagnérais

### En équipe nationale
Il a disputé son premier test match le 16 janvier 1971 contre l'équipe d'Écosse et le second et dernier contre l'équipe d'Irlande, le 30 janvier 1971.

## Palmarès
En sélection
- Sélections en équipe nationale : 2
- Tournoi des Cinq Nations disputé : 1971

Avec la Section paloise
- Championnat de France de première division :
  - Champion (1) : 1964
- Challenge Yves du Manoir :
  - Finaliste (1) : 1964